# Ministerium für Kultur Luxemburg

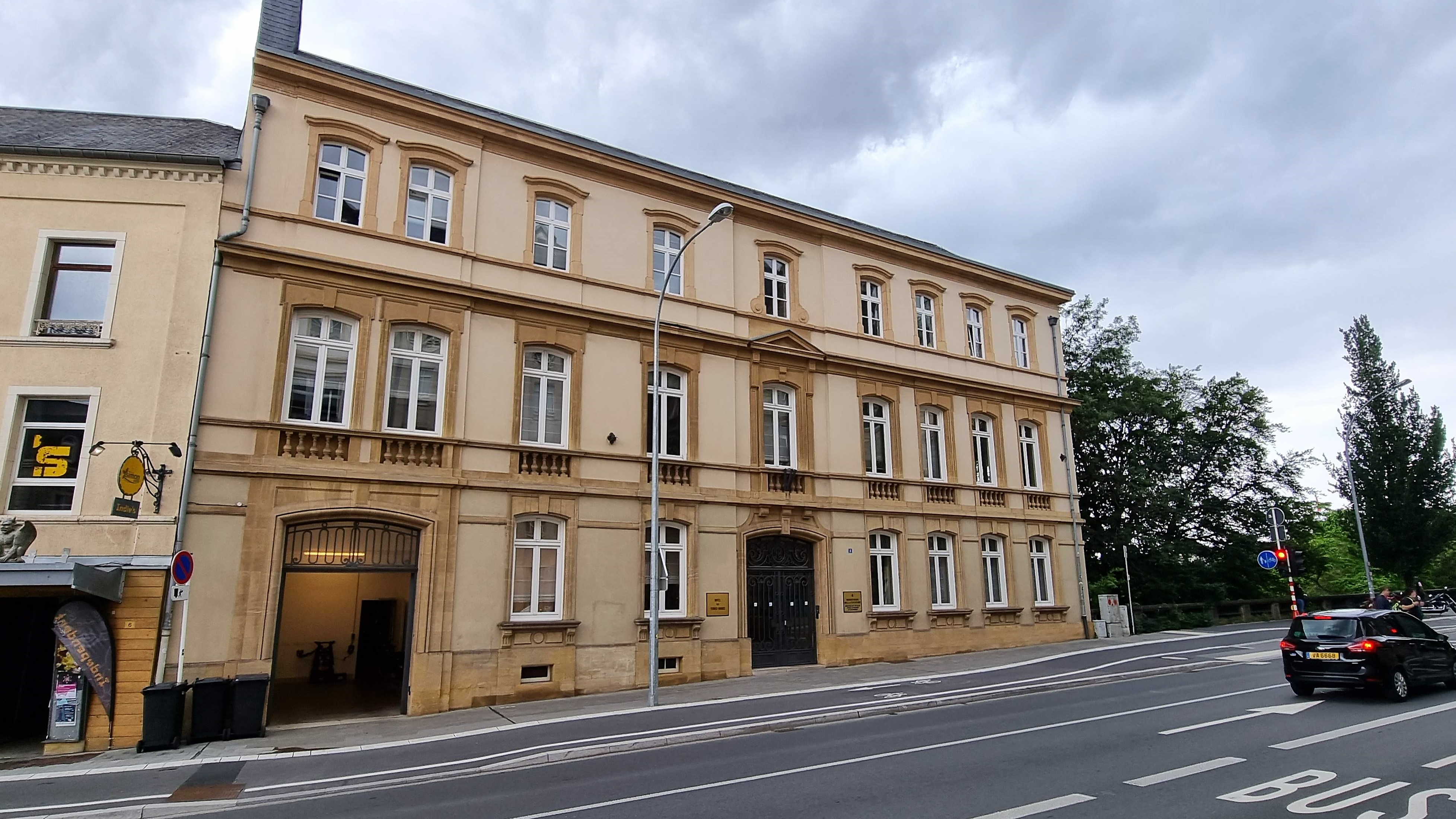
Ministerium für Kultur im Hôtel des Terrwes Rouge

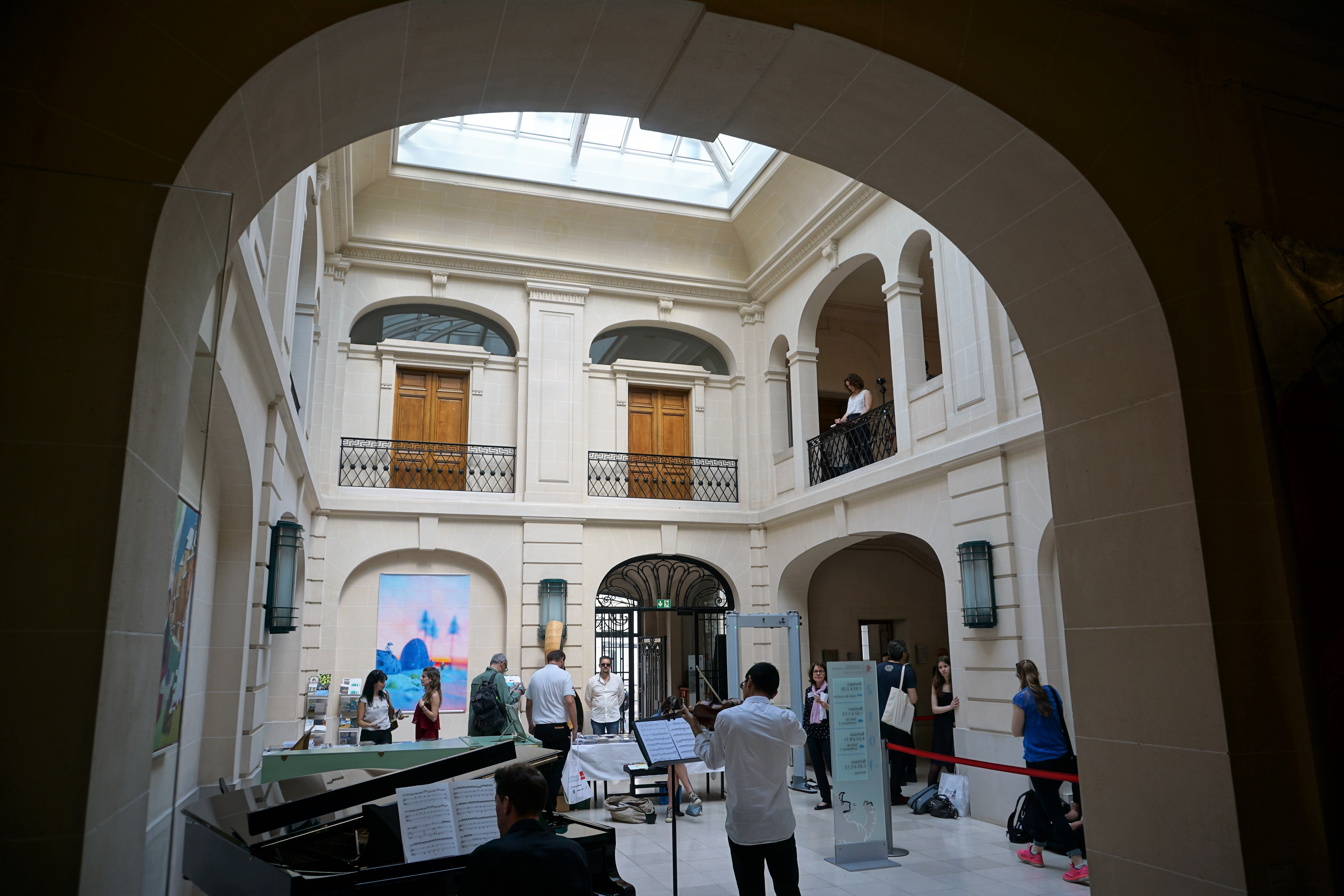
Hôtel des Terre Rouge, Sitz des Ministeriums

Das Ministerium für Kultur ist für die kulturelle Entwicklung in bildender Kunst, Musik und Tanz, Literatur und Theater, kulturelles Erbe im Großherzogtum Luxemburg verantwortlich.
Die Bewahrung des Kulturerbes ist ebenso wie das Setzen von Impulsen zur Unterstützung des kulturellen Schaffens und der Förderung von Künstlern Aufgabe des Ministeriums.
Außerdem besteht eine Koordinierungsfunktion zwischen den Kulturakteuren des Landes.
Der Sitz des Ministeriums befindet sich im Hôtel des Terres Rouges und wird geleitet von dem Liberalen Eric Thill.

## Kompetenzen
Die Zuständigkeit des Ministeriums fallen, sind im großherzoglichen Erlass vom 28. Mai 2019 festgelegt.
Daraus folgende Zuständigkeiten:

### Koordination der Kultur-Landesinstitute
- Nationalarchiv,
- Nationalbibliothek,
- Nationales Zentrum für Audiovisuelles,
- Nationales Literatur-Zentrum,
- Nationalinstitut für archäologische Forschung,
- Nationalmuseum für Geschicht und Kunst,
- Museum  Drei Eicheln,
- Mationalmuseumfür Naturgeschichte,
- Institut national pour le patrimoine architectural.

## Kulturminister
| Nom                      | Dates du mandat | Dates du mandat | Partei    |
| ------------------------ | --------------- | --------------- | --------- |
| Madeleine Frieden-Kinnen | 01/02/1969      | 19/09/1972      | CSV       |
| Robert Krieps            | 20/07/1984      | 14/07/1989      | LSAP      |
| Jacques Santer           | 14/07/1989      | 20/01/1995      | LSAP      |
| Erna Hennicot-Schoepges  | 26/01/1995      | 31/07/2004      | CSV       |
| François Biltgen         | 31/07/2004      | 23/07/2009      | CSV       |
| Octavie Modert           | 23/07/2009      | 04/12/2013      | CSV       |
| Maggy Nagel              | 04/12/2013      | 17/12/2015      | DP        |
| Xavier Bettel            | 17/12/2015      | 05/12/2018      | DP        |
| Sam Tanson               | 05/12/2018      | 17/11/2023      | déi Gréng |
| Eric Thill               | 17/11/2023      |                 | DP        |